# Totalität
In der Philosophie wird mit dem Begriff Totalität die Allheit des Vielen in Einem zusammengefasst.
In den Naturwissenschaften ist Totalität ein Begriff der Phänomenologie, siehe z. B. die Totalitätszone bei Sonnenfinsternissen.

## Totalität in der Philosophie
Seit Platon und dem Neuplatonismus werden in dieser Anschauungsweise Vollständigkeit, Abgeschlossenheit, Vollkommenheit und Aufeinanderbezogensein in einem übergreifenden Systemganzen zusammengesehen. Als eine der möglichen Gegenstands- und Weltauffassungen lässt sich das vom Mythos ableitbare Einheitsuniversum von der aristotelischen Konzeption des Substanzuniversums sowie von Homers Aggregatuniversum unterscheiden.
Die Idee wurde innerhalb der Theologie vom Pantheismus aufgegriffen. Für den Historiker Johann Gustav Droysen „erhebt sich das endliche Ich über seine Endlichkeit zu der Empfindung, der Gewissheit einer Totalität, die die Wahrheit ist“ und stellt somit den Bezug zu Gott her. Über den absoluten Idealismus gelangte die Vorstellung der „konkreten Totalität“ insbesondere über Georg Wilhelm Friedrich Hegel und Karl Marx in die Grundanschauung und den Begriffsapparat des Marxismus sowie der Kritischen Theorie.
Die Anschauungsform der Totalität beziehen Friedrich Hölderlin und Georg Lukács insbesondere auf eine ästhetische Konzeption. Hegel, angeregt durch Hölderlin, wendet den Begriff zum einen philosophiegeschichtlich an: „Jede Philosophie ist in sich vollendet und hat, wie ein echtes Kunstwerk, die Totalität in sich.“ Zum anderen nennt er in seiner Rechtsphilosophie Montesquieu vorbildlich in seiner wahrhaft historischen und philosophischen Auffassung, „die Gesetzgebung überhaupt und ihre besonderen Bestimmungen nicht isoliert und abstrakt zu betrachten, sondern vielmehr als abhängiges Moment einer Totalität, im Zusammenhange mit allen übrigen Bestimmungen, welche den Charakter einer Nation und einer Zeit ausmachen“.
Bei Marxens Analyse von Gesellschaft und politischer Ökonomie spricht Joseph A. Schumpeter von einer „Einheit der Vision“ des Ganzen als einem voranalytischen Erkenntnisakt. Nach Jindřich Zelený heißt für Marx wissenschaftliches Begreifen einer Gesellschaftsformation, den Charakter eines bestimmten, sich entwickelnden Typs, Organismus, Ganzen darzustellen, und zwar in Form einer „strukturell-genetischen Analyse“. Marx selber sprach bezüglich der Darstellungsweise seines Hauptwerks Das Kapital von einem „artistischen Ganzen“:
„Ich kann mich aber nicht entschließen, irgend etwas wegzuschicken, bevor das Ganze vor mir liegt. Whatever shortcomings they may have, das ist der Vorzug meiner Schriften, dass sie ein artistisches Ganzes sind, und das ist nur erreichbar mit meiner Weise, sie nie drucken zu lassen, bevor sie ganz vor mir liegen. Mit der Jakob Grimmschen Methode ist dies unmöglich und geht überhaupt besser für Schriften, die kein dialektisch Gegliedertes sind.“

## Immanuel Kant
Kant spricht von „Weltbegriff überhaupt“.
Das Zergliedern eines substantiell Zusammengesetzten erreicht nur in demjenigen Teil seine Grenze, der kein Ganzes mehr ist, also im Einfachen.
Umgekehrt findet das Verbinden nur in demjenigen Ganzen seine Grenze, das kein Teil mehr ist, also: in der „Welt“.
Zu unterscheiden sei dabei, ob die Zusammensetzung des Ganzen durch eine Operation des Verstandes erfolge oder durch das deutliche Anschauungsvermögen der Vernunft. Der Verstand operiere durch allgemeine Vorstellungen; die Vernunft beruhe, indem sie Teil zu Teil zusammenfüge, auf den Bedingungen der Zeit, wobei sie nach Gesetzen der Anschauung das Zusammengesetzte verbinde oder konstruiere.

## Johann Gottlieb Fichte
Fichte stellt „Wissenschaftslehre“ folgende Aufgaben:
„1) Wie ist Wissenschaft überhaupt möglich?“
„2) Sie macht Ansprüche darauf, das auf einen einzigen Grundsatz gebaute menschliche Wissen zu erschöpfen.“
Als Grundidee wird hierbei erkennbar, dass in einem systematisch einheitlichen, abgeschlossenen Wissen alles miteinander zusammenhängt und begründet ist.
„Die Wissenschaftslehre hat also absolute Totalität. In ihr führt Eins zu Allem, und Alles zu Einem. Sie ist aber die einzige Wissenschaft, welche vollendet werden kann; Vollendung ist demnach ihr auszeichnender Charakter. Alle andere Wissenschaften sind unendlich, und können nie vollendet werden; denn sie laufen nicht wieder in ihren Grundsatz zurück. Die Wissenschaftslehre hat dies für alle zu beweisen und den Grund davon anzugeben.“

## Georg Lukács
Wie schon Hölderlins ästhetischer Begriff bezieht sich auch Georg Lukács „Totalität“ auf das Ideal der griechischen Antike, wo er Geschlossenheit, Vollkommenheit und Einheit in der Mannigfaltigkeit findet.
„Unsere Welt ist unendlich groß geworden und in jedem Winkel reicher an Geschenken und Gefahren als die griechische, aber dieser Reichtum hebt den tragenden und positiven Sinn ihres Lebens auf: die Totalität. Denn Totalität als formendes Prius jeder Einzelerscheinung bedeutet, daß etwas Geschlossenes vollendet sein kann; vollendet, weil alles in ihm vorkommt, nichts ausgeschlossen wird und nichts auf ein höheres Außen hinweist; vollendet, weil alles in ihm zur eigenen Vollkommenheit reift und sich erreichend sich der Bindung fügt. Totalität des Seins ist nur möglich, wo alles schon homogen ist, bevor es von den Formen umfaßt wird; wo die Formen kein Zwang sind, sondern nur das Bewußtwerden, nur das Auf-die-Oberfläche-Treten von allem, was im Innern des zu Formenden als unklare Sehnsucht geschlummert hat; wo das Wissen die Tugend ist und die Tugend das Glück, wo die Schönheit den Weltsinn sichtbar macht. Das ist die Welt der griechischen Philosophie.“
 Nach Victor Kraft wird die formale Schönheit, gegenüber der Totalität des Kunstwerkes, seit Shaftesbury immer wieder als gegliederte und zur Einheit zusammengefasste Mannigfaltigkeit sinnlicher Inhalte definiert.
In seinem Werk Geschichte und Klassenbewusstsein hat Georg Lukács den Gedanken vertreten, dass man aus der Position des Individuums – isoliert von gesellschaftlichen Gruppierungen gesehen, wie das Existentialismus oder Personalismus vorziehen – nicht die „Totalität des historischen Prozesses“ erfassen könne. Diese Position wurde verschiedentlich so aufgefasst, dass es innerhalb des Marxismus keinen Platz für die Konzeption des Individuums gäbe. Diese Interpretation weist Adam Schaff zurück. Marx wende sich ausschließlich gegen die Fiktion des isolierten Individuums. Das Individuum und sein wirkliches, praktisches Handeln seien aus den spezifisch vorliegenden, historisch bedingten, konkreten gesellschaftlichen Verhältnissen zu erklären.

## Kritische Theorie
Totalität ist ein zentraler Begriff der Kritischen Theorie, wie sie von Max Horkheimer und Theodor W. Adorno vertreten wird. Totalität bezeichnet hier den systematisch-strukturellen, einheitlichen Zusammenhang von Gesellschaft, insbesondere einer kapitalistischen Gesellschaft, wie er dieser wesentlich zugrunde liegt und in den maßgeblichen Momenten die mannigfaltigen Erscheinungsformen dieser Gesellschaft bestimmt und prägt. Darüber hinaus umfasst der Begriff der Totalität die Verknüpfungsbeziehungen der gesellschaftlichen Einzelphänomene untereinander; das heißt: sie können nur in ihrer Ganzheit und nicht getrennt voneinander angemessen erfasst werden. Methodologisch zielt der Begriff der Totalität darauf ab, dass dieser grundlegende Strukturzusammenhang aufgefunden und in den Mittelpunkt der Analyse gestellt werden muss. Begriffs- und Theoriebildung sind aus diesem grundlegenden Gesichtspunkt heraus zu begründen, da nur so ein angemessenes Verständnis des Gesamten möglich ist.
So sagt Horkheimer, dass eine Begriffsdefinition solange notwendig abstrakt verbleiben müsse, solange sie nicht in ihrem logischen Zusammenhang zu den anderen Kategorien der theoretischen Struktur gestellt werde. Eine Analyse der jeweiligen gesellschaftlichen Situation in ihrer konkret-historischen Totalität erfordere die Entfaltung der gesamten „ausgeführten“ Gesellschaftstheorie in ihrem Bezug auf die praktisch gestellten Aufgaben. Erst dann könne man von einer „wahren“ Definition sprechen, die sich nicht mehr im unvermittelten Nebeneinanderstellen abstrakter Begriffsbestimmungen erschöpfe.

Eine größere Rolle spielte der Totalitäts-Begriff im sogenannten Positivismusstreit. In dieser Debatte, die zwischen Theodor W. Adorno und Jürgen Habermas einerseits und Karl Popper und Hans Albert andererseits geführt wurde, grenzt sich Adorno von der von ihm so genannten „positivistischen“ Methodologie ab, indem er den Zusammenhang der gesellschaftlichen Totalität zum zentralen Bezugspunkt soziologischer Erkenntnis erklärt. Jürgen Habermas, der in die Kontroverse eingestiegen war, um Adorno zu verteidigen, hat Adornos „Lieblingsbegriff“ anfangs zwar aufgegriffen, jedoch in der Auseinandersetzung mit Hans Albert schließlich liegen gelassen.
„Zwei der angeschlagenen Motive sind freilich unbearbeitet liegengeblieben: der Versuch, dem dialektischen Begriff der Totalität einen Platz in der sozialwissenschaftlichen Forschung zu sichern, und das Bemühen, Typen einer nichtrestringierten Erfahrung in alternativen Formen der sozialwissenschaftlichen Forschung nachzuweisen.“
Die Kritik gegen diese Art von Begrifflichkeit kreist um folgende Punkte: Holismus, Essentialismus, Inkommensurabilität, Kritikimmunität.
Habermas hat schließlich in seiner Theorie des kommunikativen Handelns den Totalitätsbegriff als „metaphysischen Ballast“ abgeworfen. Dieser Schritt hat sogleich die kritische Frage provoziert, worin sich dann die „kritische Theorie“ noch von einer der traditionellen Sorte unterscheide.

## Siehe dazu
- Das älteste Systemprogramm des deutschen Idealismus